# Homaea elegans
Homaea elegans är en fjärilsart som beskrevs av Otto Staudinger 1901. Homaea elegans ingår i släktet Homaea och familjen nattflyn. Inga underarter finns listade i Catalogue of Life.